# Волув (Свентокшиське воєводство)
Волув (пол. Wołów) — село в Польщі, у гміні Бліжин Скаржиського повіту Свентокшиського воєводства.
Населення — 254 особи (2011).
У 1975-1998 роках село належало до Келецького воєводства.

## Демографія
Демографічна структура на день 31 березня 2011 року:
|          | Загалом | Допрацездатний вік | Працездатний вік | Постпрацездатний вік |
| -------- | ------- | ------------------ | ---------------- | -------------------- |
| Чоловіки | 124     | 15                 | 95               | 14                   |
| Жінки    | 130     | 20                 | 74               | 36                   |
| Разом    | 254     | 35                 | 169              | 50                   |